# Mario Castañeda
Mario Cuitláhuac Castañeda Partida (Irapuato, 29 de junio de 1962) es un actor de doblaje, director de doblaje y locutor mexicano. Es conocido por ser la voz oficial del personaje principal de la franquicia Dragon Ball, Son Goku adulto en la versión de Latinoamérica. Además, ha doblado a varios personajes protagonistas de series y películas exitosas: MacGyver en la serie homónima, y Kevin Arnold adulto en Los años maravillosos. También dio su voz a los actores Jim Carrey, en películas como Todopoderoso, Ace Ventura, la saga de películas de Sonic, Bruce Willis, en Armageddon y Mira quién habla, entre otros.

## Biografía
Nació en Irapuato, una ciudad del estado de Guanajuato, el 29 de junio de 1962. Cuando tenía un año sus padres se mudaron a la Ciudad de México donde vive desde entonces. Estudió actuación dramática en el Instituto Andrés Soler de 1979 a 1982, y en junio de 1983 empezó a trabajar como actor de doblaje en varias series de televisión como Diff'rent Strokes, The powers of Matthew Star, Miami Vice y Visitors.

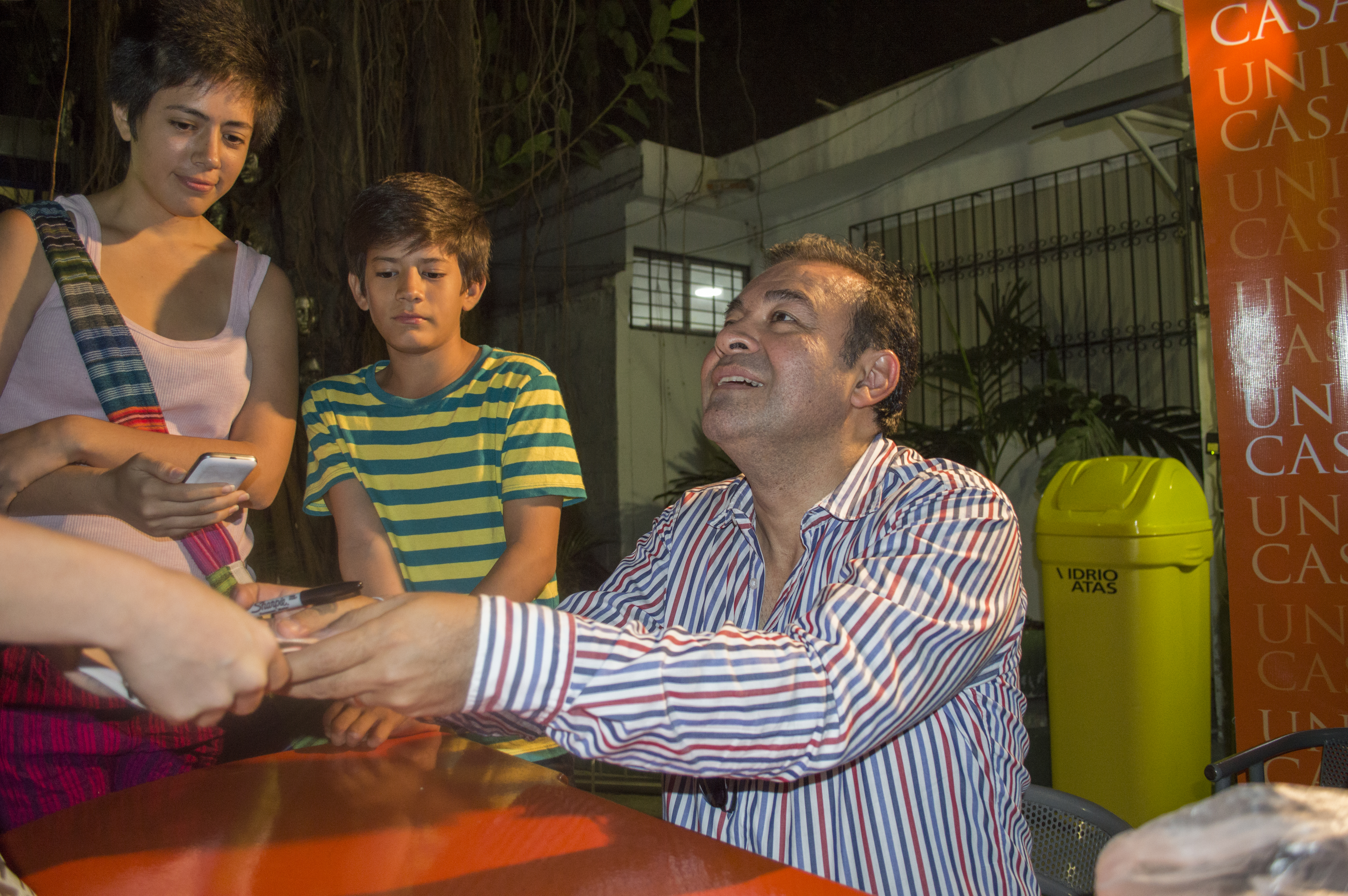
Mario Castañeda durante una firma de autógrafos en 2015.

Ha dado vida a muchos personajes animados, y de la vida real de diferentes producciones internacionales. Es principalmente conocido por ser el narrador de Kevin Arnold adulto de la serie estadounidense Los años maravillosos en el doblaje para Hispanoamérica, siendo uno de sus trabajos más memorables junto con el doblaje del personaje MacGyver, de la serie de TV del mismo nombre. En el mundo del anime es conocido por ser la voz hispanoamericana de Gokú adulto en las series de Dragon Ball, cuya voz es considerado como un «producto vivo». Además colaboró en Kanon de Géminis en Saint Seiya (y el formato OVA de Hades DVD), y Nephrite en Sailor Moon, además de otros personajes en reconocidas series del mismo estilo.
En varios filmes estadounidenses ha otorgado su voz a personajes escenificados por Bruce Willis como en El quinto elemento, Armageddon o en la serie de televisión Luz de Luna, y ha doblado a Jim Carrey en varias películas como Ace Ventura, Mentiroso, mentiroso, El Grinch o Todopoderoso, además de prestar su voz para su personaje La máscara en dibujos animados. También ha doblado a otros famosos actores, como Mark Ruffalo, Tom Hanks y Jackie Chan.
En series animadas es conocido por dar voz a Iron Man en la mayoría de sus apariciones en animaciones, a Zapp Brannigan en Futurama, al Lobo y a Droppy y Dripple en Tom y Jerry Kids. En series de televisión es conocido también por doblar a MacGyver en la serie del mismo nombre, y a Tom París en la serie Star Trek: Voyager.

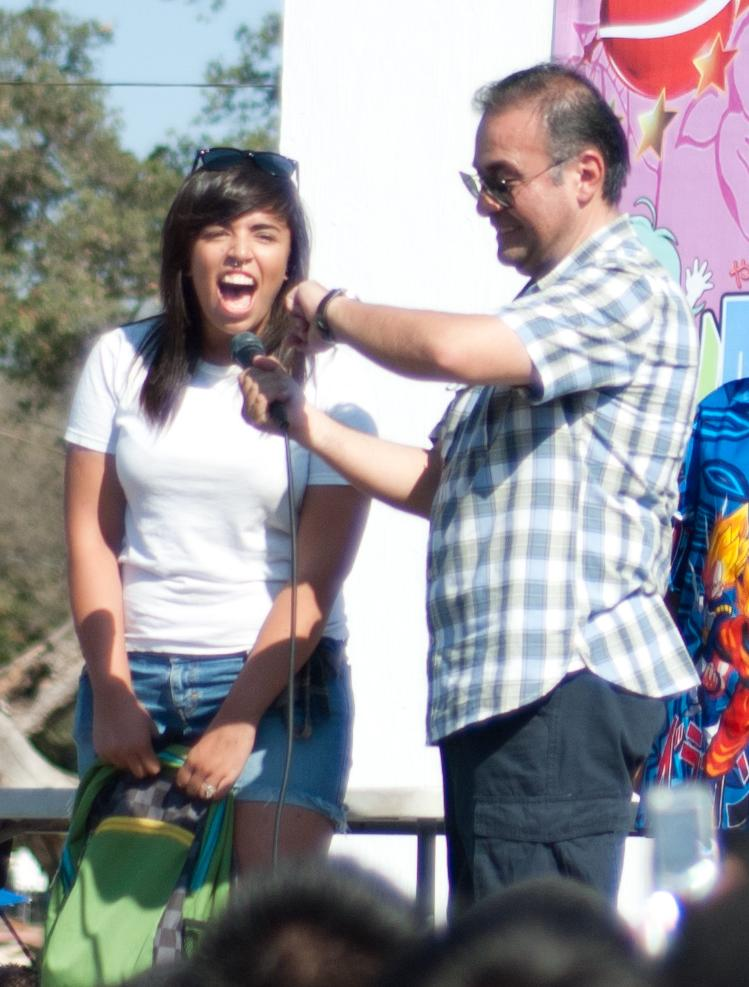
Mario Castañeda en 2012.

Mario Castañeda fue el locutor oficial del canal de televisión Boomerang, desde 2001 hasta 2006. Además, ha participado en TV Azteca como parte de la imagen de Azteca 7.
En 2011, empezó en el doblaje de la caricatura de Los Vengadores, los héroes más poderosos del planeta como Hank el Hombre Hormiga (Ant-Man), terminando el doblaje en 2013. En 2012, Mario dirigió la serie El Chavo animado, que además de interpretar durante su emisión las voces de Don Ramón y Ñoño. El mismo año hizo la voz latinoamericana de personajes jugables del género MOBA: Xin Zhao y Shen para League of Legends, y Sun Wukong para Smite. También hizo la voz de Thaelin Yunque Oscuro, personaje del juego MMORPG World of Warcraft: Warlords of Draenor.

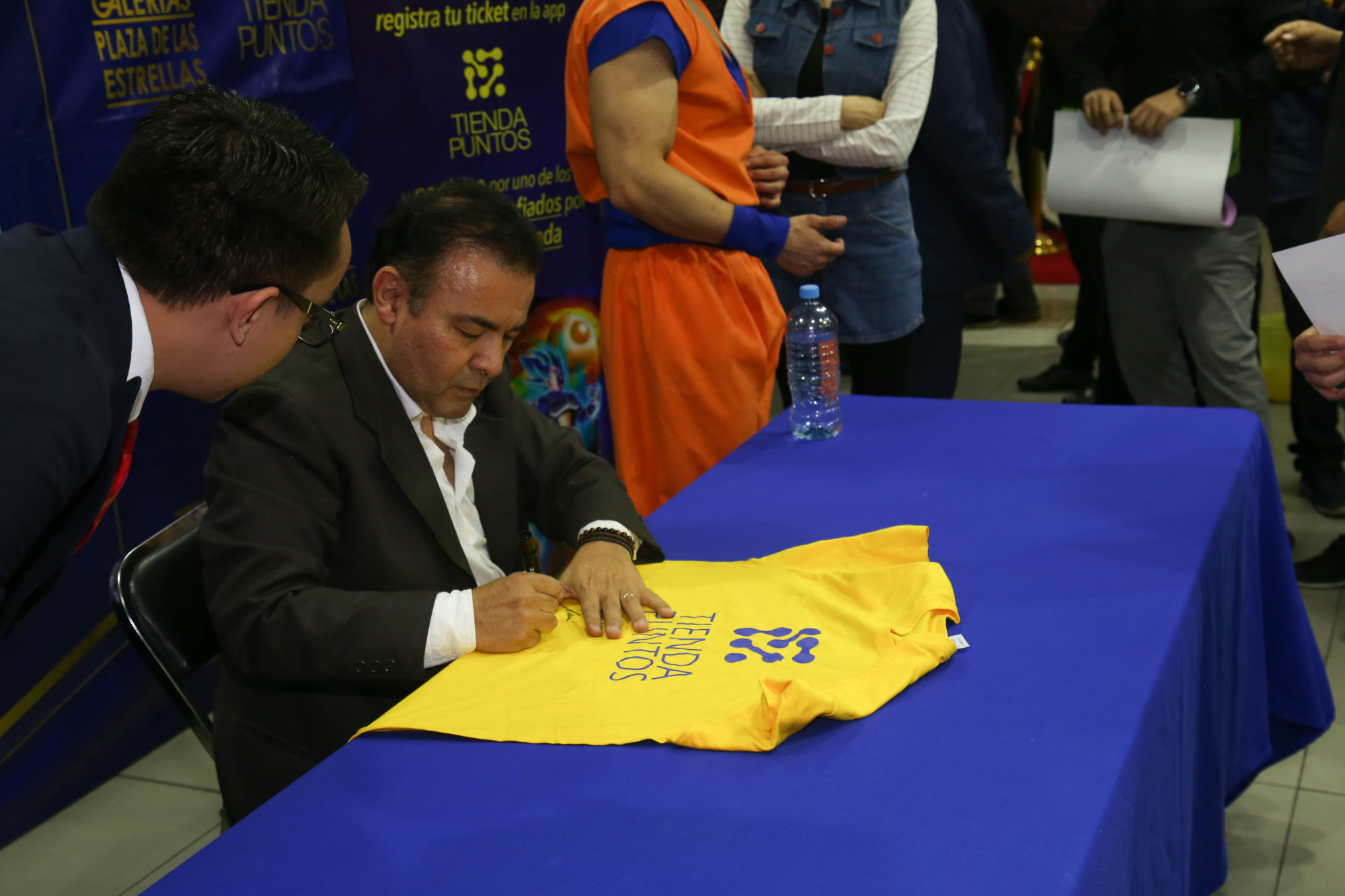
Mario firmando playera de Tienda Puntos en alfombra roja de Plaza de las Estrellas.

Mario ocupó el cargo de director creativo de SDI Media de México desde el 1 de marzo de 2013 hasta mediados de 2014. Desde 1997, suele recibir invitaciones para asistir a multitud de conferencias y convenciones sobre animé, videojuegos, películas y series en prácticamente toda América Latina.
Mario recibió el reconocimiento de Plaza de las Estrellas por su destacable trayectoria profesional plasmando sus huellas el 11 de enero de 2019. Castañeda plasmó sus huellas en el marco de una ceremonia de alfombra roja el día del estreno de Dragon Ball Super: Broly en Latinoamérica en un evento organizado por Plaza de las Estrellas y Tienda Puntos.
En junio de 2020, publicó su primer libro Elegido por el doblaje. En 2021, confirmó su participación para Los juegos Z una edición especial de TV Azteca para cubrir los juegos olímpicos de Tokio 2020. En agosto de 2024 se confirmó su participación en el doblaje de Sonic 3, siendo la tercera ocasión en la que presta su voz al personaje de Ivo Robotnik.

## Filmografía

### Doblaje
| Año           | Título                                      | Personaje                          | Actor original                                                        | Fuente       |
| ------------- | ------------------------------------------- | ---------------------------------- | --------------------------------------------------------------------- | ------------ |
| 1987          | Evil Dead II (Doblaje Original)             | Ash Williams                       | Bruce Campbell                                                        |              |
| 1993          | El demoledor                                | Simon Phoenix                      | Wesley Snipes                                                         |              |
| 1994 - 2002   | ER                                          | Peter Benton                       | Eriq La Salle                                                         |              |
| 1994          | Ace Ventura: Un detective diferente         | Ace Ventura                        | Jim Carrey                                                            |              |
| 1996-presente | Dragon Ball (excepto Z Kai)                 | Son Gokū                           | Masako Nozawa                                                         | [ 3 ] [ 21 ] |
| 1997          | Mentiroso, mentiroso                        | Fletcher Reede                     | Jim Carrey                                                            |              |
| 1989-1990     | Mira quién habla y Mira quién habla también | Mikey                              | Bruce Willis                                                          |              |
| 1998          | Armageddon                                  | Harry S. Stamper                   | Bruce Willis                                                          |              |
| 2000          | El Grinch                                   | El Grinch                          | Jim Carrey                                                            |              |
| 2002          | HERO (película china)                       | Espada Rota                        | Tony Leung Chiu Wai                                                   |              |
| 2005          | La Esclava Isaura                           | Leoncio Almeida                    | Leopoldo Pacheco                                                      |              |
| 2006-2014     | El Chavo animado                            | Don Ramón y Ñoño                   | Ellos mismos, basados en los personajes de Ramón Valdés y Edgar Vivar | [ 12 ]       |
| 2007          | Papelucho y el Marciano                     | Padre                              | Él mismo                                                              | [ 24 ]       |
| 2007          | Los Simpson: La Película                    | Billie Joe Armstrong, de Green Day | Billie Joe Armstrong, de Green Day                                    |              |
| 2007          | Los Simpson: La Película                    | Guardia de aduana                  | Harry Shearer                                                         |              |
| 2009          | Inglourious Basterds                        | Hans Landa                         | Christoph Waltz                                                       |              |
| 2009          | Ángeles y demonios y Inferno                | Robert Langdon                     | Tom Hanks                                                             |              |
| 2010          | Mi villano favorito                         | Presentador de noticias            | Steve Carrell                                                         |              |
| 2012-presente | Universo cinematográfico de Marvel          | Hulk/Bruce Banner                  | Mark Ruffalo                                                          |              |
| 2020          | Sonic: La Película                          | Doctor Eggman                      | Jim Carrey                                                            | [ 23 ]       |
| 2020-presente | 9-1-1: Lone Star                            | Owen Strand                        | Rob Lowe                                                              |              |
| 2020          | Kimetsu no Yaiba: Mugen Ressha-hen          | Shinjuro Rengoku                   | Rikiya Koyama                                                         |              |
| 1999-presente | Futurama                                    | Zapp Brannigan                     | Billy West                                                            |              |
| 2023          | Rent A Girlfriend                           | Abuelo De Chízuru Ichinose         | Mismo Seiyuu De Freezer                                               |              |
| 2022          | Sonic 2, la película                        | Doctor Eggman                      | Jim Carrey                                                            | [ 23 ]       |
| 2024          | Sonic 3, la película                        | Doctor Eggman                      | Jim Carrey                                                            | [ 23 ]       |

## Vida privada

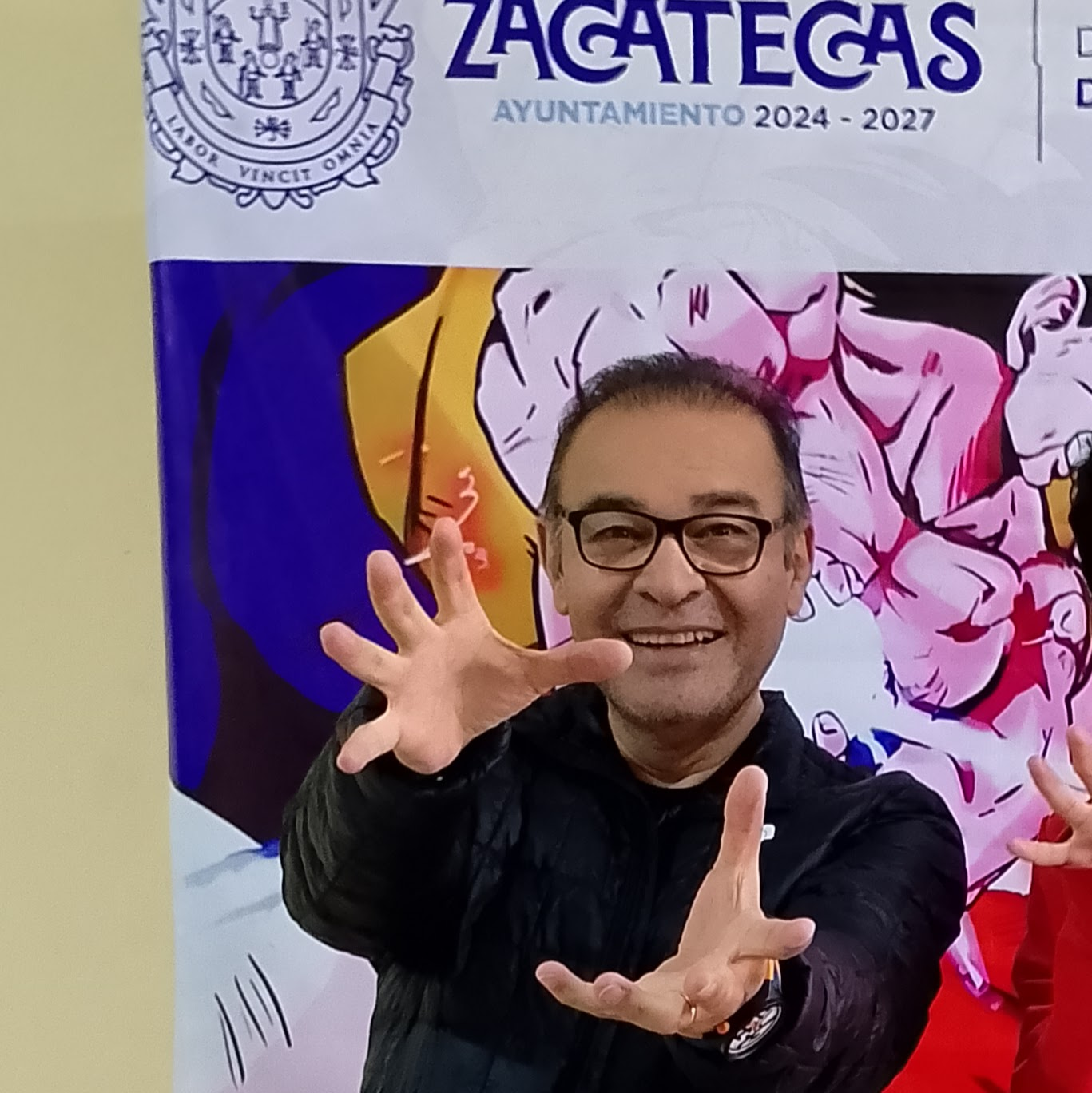
Castañeda imitando una Genki-dama en Zacatecas, México. 2025..

Mario es daltónico. En una entrevista para El Litoral en 2020, admitió que no conoció personalmente a los creadores de Dragon Ball. Estuvo casado con la actriz Rommy Mendoza en 1987 cuando se conocieron en 1985, la pareja se divorció en 2002 y es padre de los también actores de doblaje Carla Castañeda y Arturo Castañeda.
En una entrevista en abril de 2023 reveló que es ateo.